# サイモン・クラーク
サイモン・クラーク（Simon Clarke、1986年7月18日 - ）は、オーストラリア、メルボルン出身の自転車競技（ロードレース）選手。

## 来歴
2004年
- ジュニア世界選手権自転車競技大会
  - 団体追抜 優勝（+ マイケル・フォード、マシュー・ゴス、マイルス・オルマン）

2005年
- ツアー・オブ・マレー川 総合優勝

2006年、サウスオーストラリア.com - AISと契約。
- オーストラリア選手権・マディソン 優勝

2007年
- ツアー・オブ・ブリテン 総合6位

2008年
- オーストラリア選手権・U23ロードレース 優勝
- ツアー・オブ・ジャパン 区間1勝(第4)

2009年
- アミーカ・チップス - クナウフに移籍したが、同年9月1日、ISD・ネーリに再移籍。
- ツアー・オブ・ブリテン 総合8位

2011年、アスタナに移籍。
- ジロ・デル・フリウーリ 7位
- トレ・ヴァッリ・ヴァレジーネ 5位
- コッパ・アゴストーニ 5位
- ヴァッテンフォール・サイクラシックス 7位
- グランプリ・シクリスト・ド・ケベック 10位

2012年、グリーン・エッジ（後のオリカ・グリーンエッジ）に移籍。
- ツール・デュ・オー・ヴァル 総合5位
- ローガランGP 2位
- ツアー・オブ・ノルウェー 総合2位
- ブエルタ・ア・エスパーニャ
  -  山岳賞
  - 第4ステージ 優勝
- ジャパンカップサイクルロードレース 7位

2013年
- ツアー・ダウンアンダー　総合51位
- パリ～ニース　総合58位
  - 山岳賞　9位
- ブエルタ・ア・ラ・リオハ 67位
- バスク一周 総合35位
- アムステルゴールドレース 46位

2016年
- キャノンデール・ドラパック・プロサイクリング・チームに移籍
- グラン・プレミオ・インドゥストリア・エ・アルティジャナート 優勝

2017年
- グラン・プレミオ・インドゥストリア・エ・アルティジャナート 6位

2018年
- ブエルタ・ア・エスパーニャ　区間優勝（第5ステージ）

2019年
- ツール・ド・ラ・プロヴァンス 総合2位、 ポイント賞
- ストラーデ・ビアンケ 8位
- ミラノ〜サンレモ 9位
- アムステルゴールドレース 2位

2020年
- ロイヤル・ベルナール・ドローム・クラシック　優勝

2022年
- ツール・ド・フランス　区間優勝 (第5ステージ)